# Hrabalovo posezení
Hrabalovo posezení, nazývané také Hrabalovo posezení U Tří koček, je malé dřevěné turistické posezení a umělecké dílo na labském nábřeží v Nymburce v okrese Nymburk ve Středočeském kraji. Nachází se také na levé straně veletoku Labe a v Nymburské kotlině.

## Historie a popis
Nezastřešené Hrabalovo posezení, které se skládá ze 4 laviček a 1 stolu vyrobených z dubového dřeva, je postavené v ulice Na Bělidlech, naproti bývalé vily rodiny Hrabalových – Hrabalce. Je pojmenováno po českém spisovateli Bohumilu Hrabalovi (1914–1997). Posezení vzniklo podle námětu Ing. Jiřího J. Černého a vytvořil je nymburský sochař Michal Jára. Slavnostní odhalení díla se událo 3. prosince 2009 a je umístěno na začátku Hrabalovy cyklostezky, která vede z Nymburka do osady Kersko. Součástí díla jsou také dřevěné sochy 3 koček a 1 myši. Dílo doplňují také 2 totožné kovové tabulky se základními informacemi o díle. Místo se nachází nedaleko místního Nymburského pivovaru, ve kterém Hrabal žil v letech 1919–1947 a který patřil mezi jeho oblíbená místa. Nymburský pivovar je také častým tématem Hrabalova díla.

## Další informace
Místo je celoročně volně přístupné. V centru Nymburku se také nachází dřevěná Lavička Bohumila Hrabala.

## Galerie

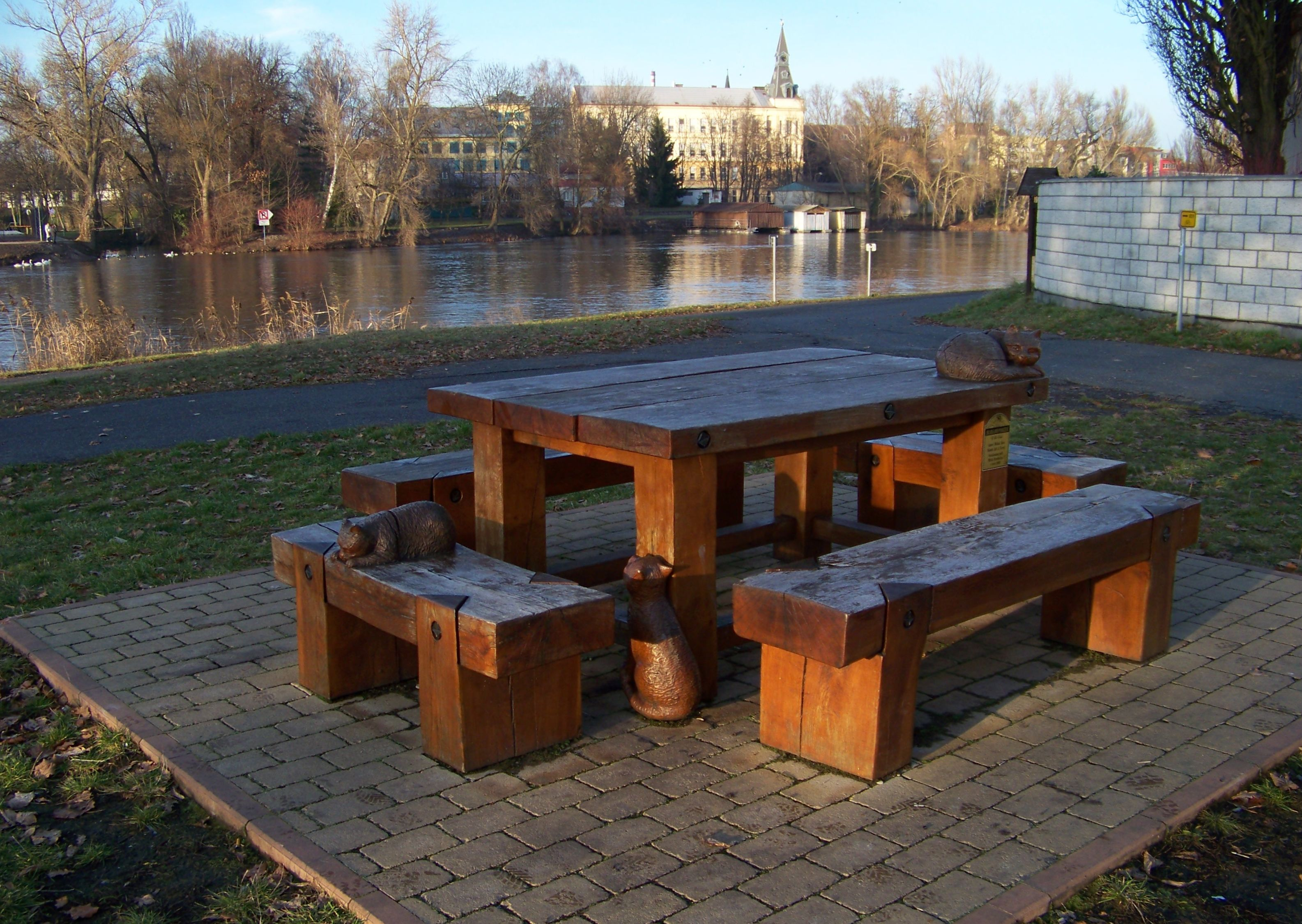
Celkový pohled
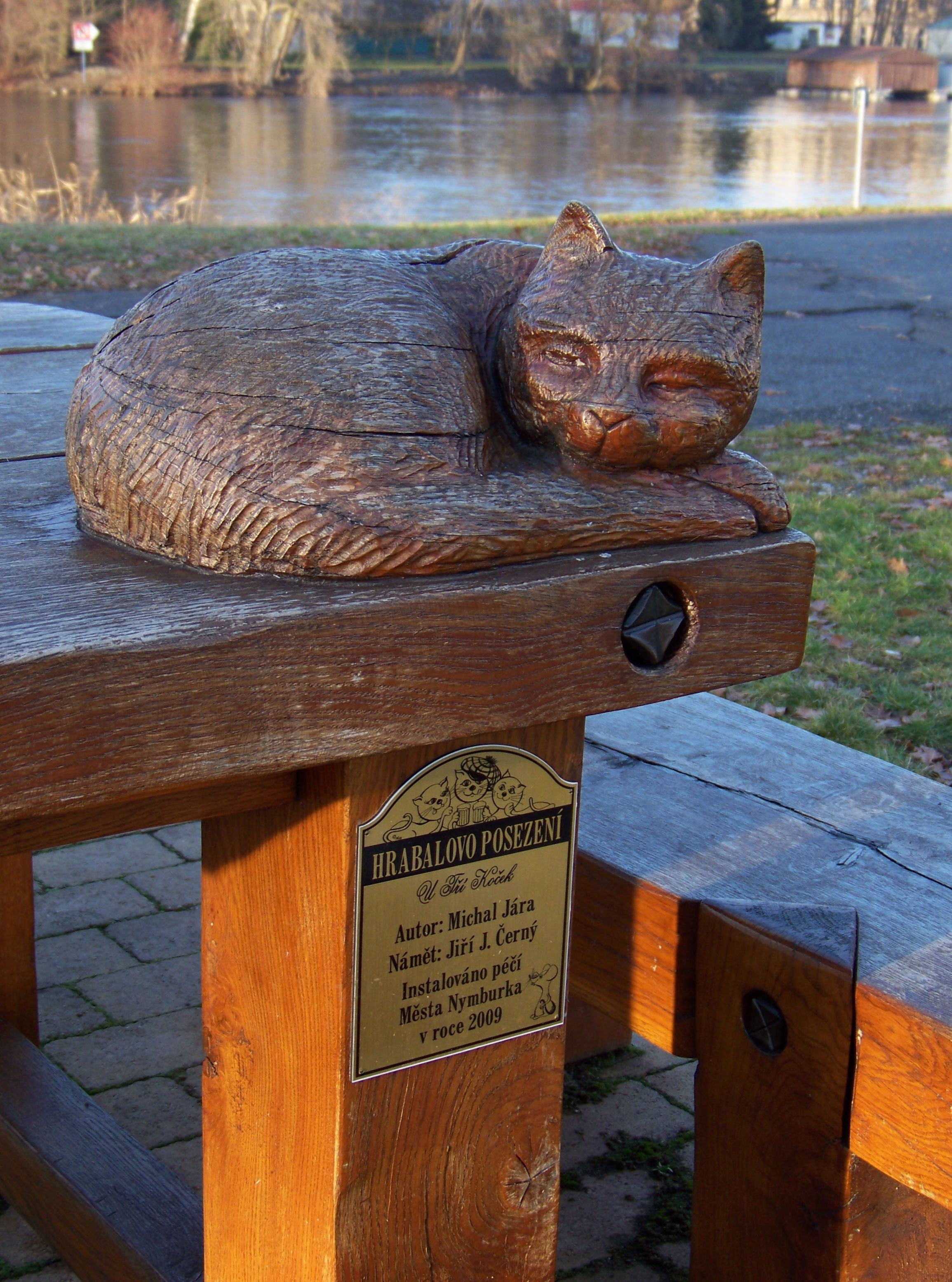
Dřevěná kočka
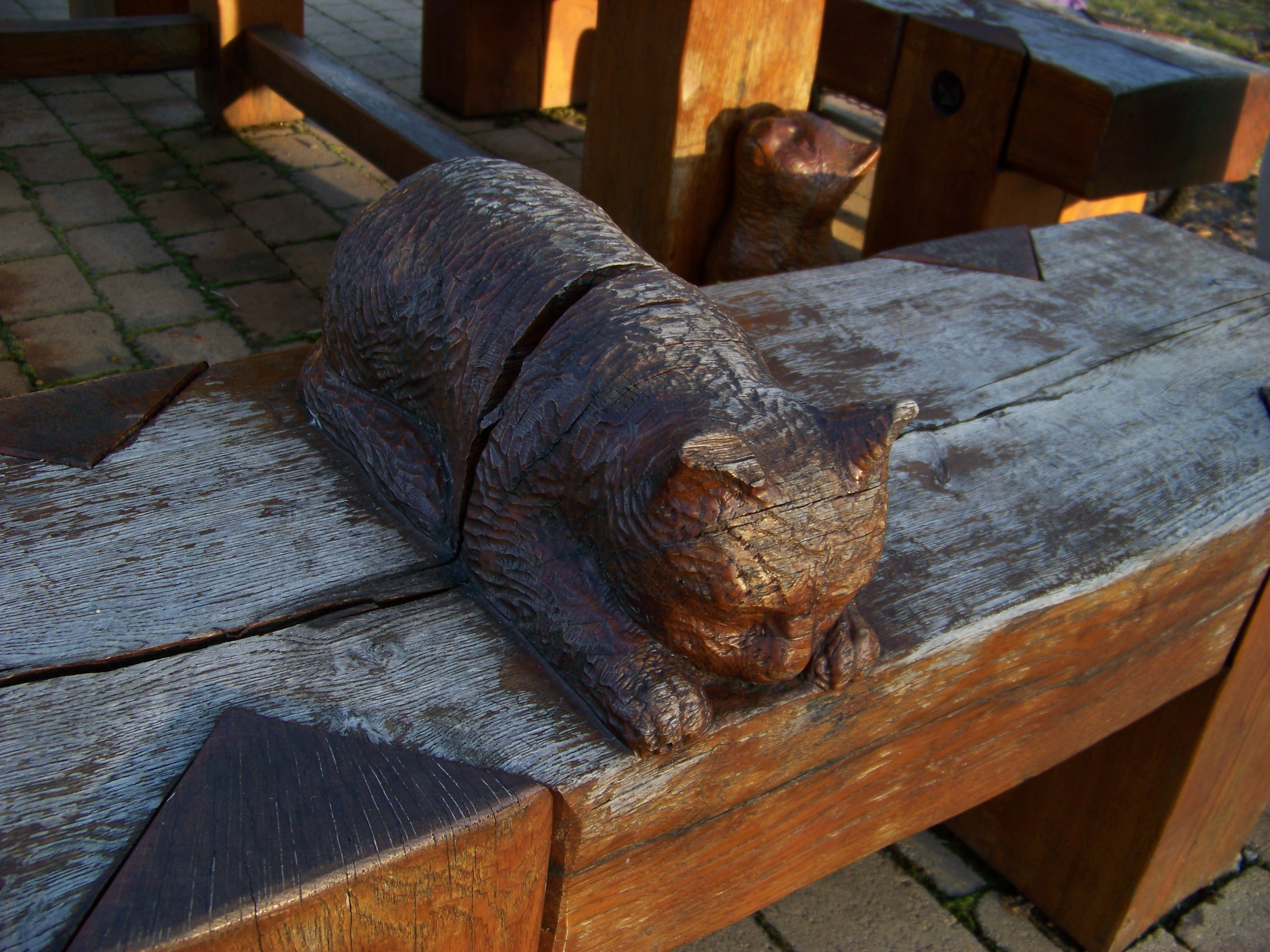
Dřevěná kočka